# Kamoulox
 (décembre 2008).
Si vous disposez d'ouvrages ou d'articles de référence ou si vous connaissez des sites web de qualité traitant du thème abordé ici, merci de compléter l'article en donnant les références utiles à sa vérifiabilité et en les liant à la section « Notes et références ».

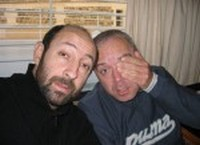
Kad Merad et Olivier Baroux, les créateurs du Kamoulox.

Le Kamoulox était un jeu télévisé parodique créé par les humoristes Kad Merad et Olivier Baroux (Kad et Olivier) voulant ainsi parodier les jeux télévisés comme Pyramide. Il est directement inspiré du sketch Simple comme bonjour créé par Les Inconnus.
Le nom Kamoulox serait le résultat d’une contraction assez libre des noms des deux auteurs (Kad Merad, Olivier Baroux).
À l'origine créé pour la radio (La Cage à miel, sur Ouï FM) dans les années 1990, le Kamoulox a ensuite été présenté sur la chaîne Comédie ! dans La Grosse Émission entre 1999 et 2001, puis sur Canal+.
Le Kamoulox est une sorte de jeu de plateau où deux adversaires s'affrontent dans une joute verbale sans queue ni tête. Chaque phrase lancée par l'adversaire est plus délirante que la précédente et un « arbitre » (nommé John-Bob quel que soit son prénom) vient régulièrement ajouter du piment en faisant avancer des pions, en réglant le tour de parole, en attribuant des jokers ou en donnant des points sans que les règles en soient compréhensibles. D'ailleurs on ne sait pas si des règles officielles existent vraiment.
Le jeu se termine lorsqu'un des concurrents hésite fortement. Son adversaire crie alors « Kamoulox » et il est alors considéré comme « nouveau finaliste » (gagnant).
Le Kamoulox affiche quelques analogies avec le jeu radiophonique britannique Mornington Crescent, dont l’intérêt tient moins aux déplacements des joueurs entre les différentes stations de métro qu'aux règles farfelues qu’ils inventent pour les justifier ; le jeu prend fin lorsqu’un joueur décide d'annoncer son arrivée à Mornington Crescent.
L'interjection « Kamoulox ! » est entrée dans la culture populaire et est souvent scandée à la fin de phrases surréalistes, difficilement compréhensibles voire totalement loufoques.